# 76e méridien est
En géographie, le 76e méridien est est le méridien joignant les points de la surface de la Terre dont la longitude est égale à 76° est.

## Géographie

### Dimensions
Comme tous les autres méridiens, la longueur du 76e méridien correspond à une demi-circonférence terrestre, soit 20 003,932 km. Au niveau de l'équateur, il est distant du méridien de Greenwich de 8 460 km,.
Avec le 104e méridien ouest, il forme un grand cercle passant par les pôles géographiques terrestres.

### Régions traversées
En commençant par le pôle Nord et descendant vers le sud au pôle Sud, Le 76e méridien est passe à travers:
| Coordonnées          | Pays, territoire ou mer | Précisions |
| -------------------- | ----------------------- | --- |
| 90° 00′ N, 76° 00′ E | Océan arctique          | |
| 81° 06′ N, 76° 00′ E | Mer de Kara             | Passe juste à l'ouest de l'Île Wiese, Kraï de Krasnoïarsk, Russie |
| 73° 31′ N, 76° 00′ E | Russie                  | District autonome de Iamalo-Nénétsie — Ile Vilkitski |
| 73° 30′ N, 76° 00′ E | Mer de Kara             | Passe juste à l'ouest de l' Île Neupokoev, district autonome de Iamalo-Nénétsie, Russie |
| 71° 53′ N, 76° 00′ E | Russie                  | district autonome de Iamalo-Nénétsie — Péninsule de Gydan |
| 71° 52′ N, 76° 00′ E | Baie de Khalmyer        | |
| 71° 11′ N, 76° 00′ E | Russie                  | district autonome de Iamalo-Nénétsie — Péninsule de Gydan |
| 69° 15′ N, 76° 00′ E | Estuaire de Taz         | |
| 68° 58′ N, 76° 00′ E | Russie                  | district autonome de Iamalo-Nénétsie Khantys-Mansis — à partir de 63° 04′ N, 76° 00′ E Oblast de Tomsk — à partir de59° 23′ N, 76° 00′ E Oblast d'Omsk — à partir de 57° 21′ N, 76° 00′ E Oblast de Novossibirsk — à partir de 56° 33′ N, 76° 00′ E Oblast d'Omsk — à partir de56° 27′ N, 76° 00′ E Oblast de Novossibirsk — à partir de 56° 09′ N, 76° 00′ E |
| 54° 13′ N, 76° 00′ E | Kazakhstan              | Passe à travers le Lac Balkhach |
| 42° 56′ N, 76° 00′ E | Kirghizistan            | |
| 40° 23′ N, 76° 00′ E | Chine                   | Xinjiang — passe par la ville de Kashgar |
| 36° 28′ N, 76° 00′ E | Pakistan                | Gilgit-Baltistan — pendant environ 11 km, réclamé par l' Inde |
| 36° 22′ N, 76° 00′ E | Chine                   | Xinjiang — pendant environ 8 km |
| 36° 17′ N, 76° 00′ E | Pakistan                | Gilgit-Baltistan — pendant environ 14 km, réclamé par l' Inde |
| 36° 10′ N, 76° 00′ E | Chine                   | Xinjiang — pendant environ 16 km |
| 36° 01′ N, 76° 00′ E | Pakistan                | Gilgit-Baltistan — réclamé par l' Inde |
| 34° 38′ N, 76° 00′ E | Inde                    | Ladakh — réclamé par le Pakistan Jammu-et-Cachemire — à partir de34° 00′ N, 76° 00′ E, réclamé par le Pakistan Himachal Pradesh — à partir de32° 56′ N, 76° 00′ E Pendjab (Inde) — à partir de 31° 40′ N, 76° 00′ E Haryana — à partir de 29° 45′ N, 76° 00′ E Rajasthan — à partir de28° 17′ N, 76° 00′ E Haryana — à partir de28° 09′ N, 76° 00′ E Rajasthan — à partir de 28° 04′ N, 76° 00′ E Haryana — à partir de 28° 02′ N, 76° 00′ E Rajasthan — à partir de 27° 52′ N, 76° 00′ E Madhya Pradesh — à partir de 24° 02′ N, 76° 00′ E Maharashtra — à partir de 21° 22′ N, 76° 00′ E Karnataka — à partir de 17° 20′ N, 76° 00′ E Kerala — à partir de 11° 56′ N, 76° 00′ E |
| 10° 36′ N, 76° 00′ E | Océan Indien            | |
| 60° 00′ S, 76° 00′ E | Océan Austral           | |
| 69° 33′ S, 76° 00′ E | Antarctique             | Territoire antarctique australien revendiqué par Australie |